# Annie Murphy
Pour les articles homonymes, voir Murphy.
Anne Frances Murphy, née le 19 décembre 1986, est une actrice canadienne. Elle est principalement connue pour son rôle d'Alexis Rose dans la sitcom de CBC, Bienvenue à Schitt's Creek. Sa performance est saluée par la critique et remporte un Primetime Emmy Award en 2020 ainsi que des nominations pour quatre Canadian Screen Awards, un Critics 'Choice Television Award et un Screen Actors Guild Award.

## Jeunesse
Anne Frances Murphy est née fille unique à Ottawa, Ontario, le 19 décembre 1986. Ses deux parents sont enseignants.
Elle fréquente l'école secondaire de l'école Elmwood à Ottawa, où elle joue  dans des productions scéniques.
Elle  s'inscrit à l'Université Queen's pendant un an avant de poursuivre des études en interprétation théâtrale à l'Université Concordia. Elle se forme ensuite au Conservatoire des acteurs du Centre canadien du film.
Elle déménage à Los Angeles à 22 ans pour poursuivre une carrière d'actrice.

### Vie privée
Elle a épousé le chanteur et musicien Menno Versteed, interprète principal des groupes Hollerado et Anyway Gang, en août 2011. Lors d'un incendie à leur domicile en 2013, le couple n'a pas été blessé mais a perdu la plupart de ses biens.
Elle a un tatouage de la silhouette de James Stewart sur son poignet, citant sa performance « déchirante, douce et drôle » dans Harvey (1950) comme une de ses influences.

## Carrière
Elle fait ses débuts en 2007 dans le téléfilm Dernière Obsession et la série The Business. L'année suivante, elle obtient un rôle dans le film Story of Jen de François Rotger.
En 2009, elle tourne dans un épisode de The Beautiful Life.
En 2012, elle apparaît dans plusieurs séries, dont Beauty and the Beast et Rookie Blue . Elle est aussi apparue dans de nombreuses séries télévisées américaines, dont The Beautiful Life (2009), Blue Mountain State (2010), Against the Wall
En 2013, elle auditionne et remporte le rôle d'Alexis Rose dans la sitcom de CBC Bienvenue à Schitt's Creek. Elle joue le personnage pendant les six saisons, de janvier 2015 à avril 2020,,,.
Après six ans à Montréal, elle déménage à Toronto, où elle a co-crée et joue dans The Plateaus en 2015, une websérie sur quatre musiciens insupportables,. Sa performance lui vaut une nomination aux Prix Écrans canadiens 2016 pour la Meilleure performance dans une émission ou une série produite pour les médias numériques. Lors de la même cérémonie, elle est nommée pour le prix de la Meilleure actrice dans une série comique pour sa performance dans Bienvenue à Schitt's Creek. Elle obtient la même nomination en 2018, 2019 et 2020.
De plus, cette performance lui vaut des nominations pour le Critics' Choice Television Award de la meilleure actrice dans un second rôle dans une série télévisée comique aux Critics 'Choice Television Awards 2019, le Screen Actors Guild Award de la meilleure distribution pour une série télévisée comique aux Screen Actors Guild Awards 2019, et le Gracie Award de la meilleure actrice dans un rôle révolutionnaire aux Gracie Awards 2019, qu'elle remporte.
En septembre 2020, elle remporte le Primetime Emmy Award de la meilleure actrice dans un second rôle dans une série télévisée comique pour sa performance dans la dernière saison de Bienvenue à Schitt's Creek.
En février 2020, elle est choisie pour le rôle principal dans la série de comédie noire télévisée d'AMC Kevin Can F**k Himself. En raison de la pandémie de Covid-19, la production de l'émission est retardée.
En 2022, elle est présente dans la seconde saison de Poupée Russe.

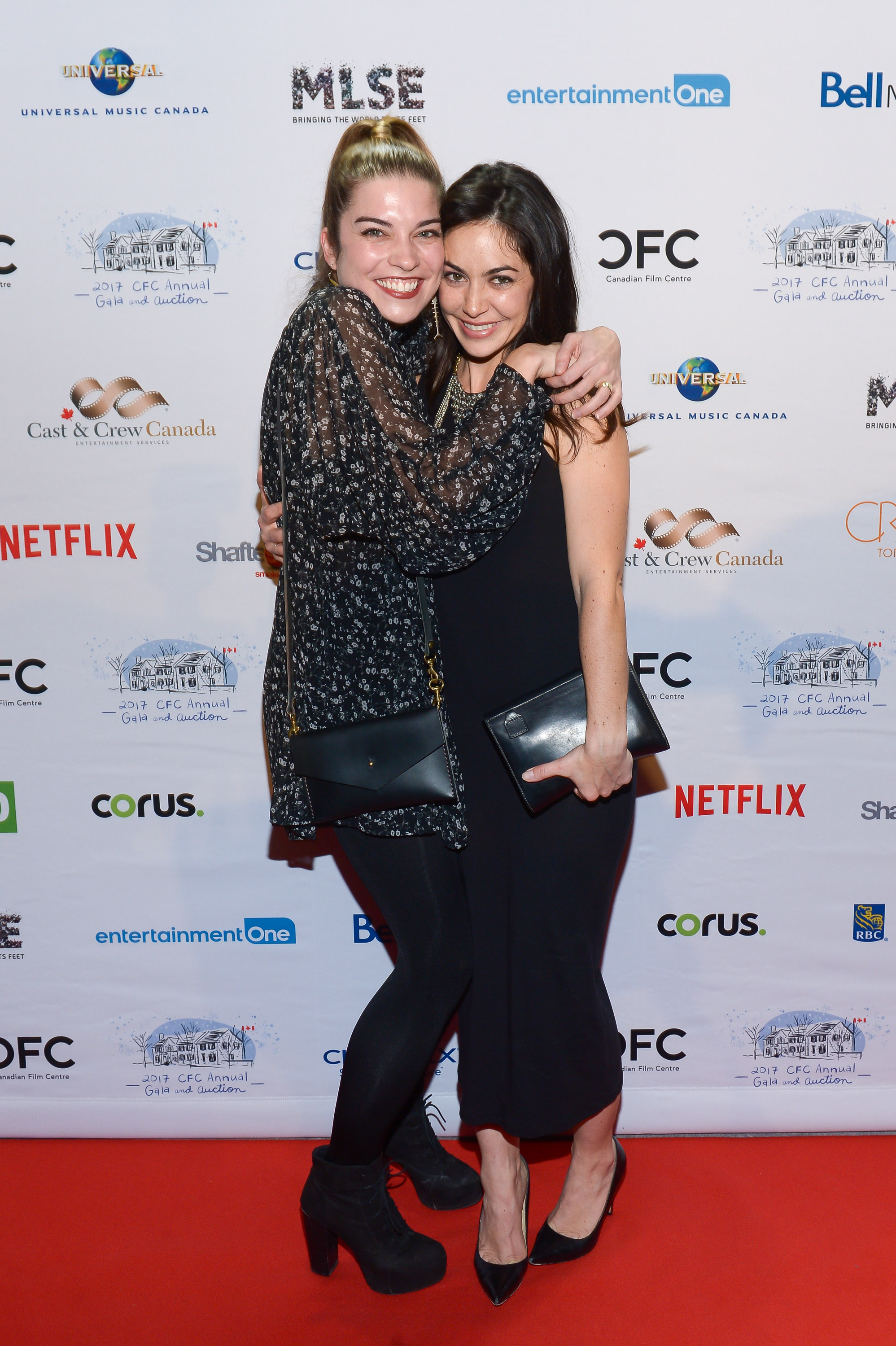
Annie Murphy et en 2014.

## Activisme
Murphy est une ambassadrice de l'agence de secours mondiale Care Canada. En 2019, elle s'est rendue en Jordanie pour en savoir plus sur les efforts de Care pour autonomiser les femmes et les filles de la région.

## Filmographie

### Cinéma

#### Longs métrages
- 2008 : Story of Jen de François Rotger : Ana
- 2010 : Lick de Chris Agoston : Jennifer

#### Longs métrages d'animations
- 2023 : Ruby, l'ado Kraken : Chelsea/Nerissa

#### Courts métrages
- 2012 : Overwatch de Calum de Hartog  : Clare
- 2014 : Saturday Night Special de Connor Marsden et Devin Myler : Charlotte

### Télévision

#### Séries télévisées
- 2004 / 2021 : Crank Yankers : Angela (voix)
- 2007 : The Business : L'avocate
- 2009 : The Beautiful Life : Sarah
- 2010 : Blue Mountain State : Jill
- 2011 : Against the Wall : Tanya
- 2012 : Rookie Blue : Angela Kehoe
- 2012 : Beauty and the Beast : Amy
- 2012 : Good God : Tara
- 2012 : Flashpoint : Une infirmière
- 2015 : The Plateaus : Morgan
- 2015 - 2020 : Bienvenue à Schitt's Creek (Schitt's Creek) : Alexis Rose
- 2021 : Robot Chicken : Satsuki Kusakabe / La manager du cinéma (voix)
- 2021 : American Dad ! : Le rendez-vous de Klaus (voix)
- 2021 : Kevin Can F**k Himself (en) : Allison McRoberts
- 2022 : Poupée Russe (Russian Doll) : Ruth Brenner jeune
- 2022 : Murderville : Elle-même
- 2022 : Fairfax : Aleesia / Scarjo / Une manifestante (voix)
- 2023 : Black Mirror : Joan Tait / elle-même

#### Téléfilms
- 2007 : Dernière Obsession (No Brother of Mine) de Philippe Gagnon : Sarah
- 2008 : Picture This de Stephen Herek : L'enfant au téléphone (voix)

## Distinctions

### Récompenses
- 2020 :
  - Primetime Emmy Award de la meilleure actrice dans un second rôle dans une série télévisée comique pour Bienvenue à Schitt's Creek
  - Gold Derby Award de la meilleure actrice dans un second rôle dans une série comique pour Bienvenue à Schitt's Creek
  - GELACA Award de la meilleure actrice dans un second rôle à la télévision pour Bienvenue à Schitt's Creek

- 2019 : Gracie Allen Award de la meilleure actrice dans un rôle spectaculaire pour Bienvenue à Schitt's Creek

### Nominations
- 2021 :
  - Golden Globe de la meilleure actrice dans un second rôle dans une série pour Bienvenue à Schitt's Creek[26]
  - Screen Actors Guild Award de la meilleure actrice dans une série télévisée comique pour Bienvenue à Schitt's Creek
- 2020 :
  - Broadcast Film Critics Association Award de la meilleure actrice dans un second rôle dans une série comique pour Bienvenue à Schitt's Creek
  - Prix Écrans canadiens de la meilleure actrice dans une série comique pour Bienvenue à Schitt's Creek
  - Screen Actors Guild Award de la meilleure performance pour un ensemble dans une série comique pour Bienvenue à Schitt's Creek
  - GALECA Award de la meilleure performance musicale télévisuelle pour Bienvenue à Schitt's Creek
- 2019 :
  - Gracie Allen Award de la meilleure actrice dans un rôle spectaculaire pour Bienvenue à Schitt's Creek
  - IGN Summer Movie Award de la meilleure distribution télévisuelle pour Bienvenue à Schitt's Creek

- 2018 : Prix Écrans canadiens de la meilleure actrice dans une série comique pour Bienvenue à Schitt's Creek

- 2016 :
  - Prix Écrans canadiens de la meilleure performance comique par une actrice dans la continuité pour Bienvenue à Schitt's Creek
  - Prix Écrans canadiens de la meilleure performance dans un programme ou une série produite pour les médias numériques pour The Pauteaus